# Abbaye d'Heilsbronn
L'abbaye d'Heilsbronn est une ancienne abbaye cistercienne à Heilsbronn, en Franconie. Aujourd'hui, le bâtiment appartient à l'Église protestante luthérienne en Bavière.

## Histoire
L'évêque Othon de Bamberg fonde l'abbaye en 1132, confiant sa construction à Rapoto von Abenberg. De 1297 à 1625, l'abbatiale est le lieu de sépulture des Hohenzollern. Lors de la Réforme protestante, l'abbaye est dissoute, en 1578. L'école monastique devient en 1582 une école princière, en rapport avec le gymnasium (de) d'Ansbach à partir de 1737. L'un des premiers élèves est Friedrich Taubmann (de). Après la démolition de l'église Sainte-Catherine en 1773, on construit à la place la tour Sainte-Catherine. Maintenant elle abrite la bibliothèque municipale et le musée local. Le cloître et quelques autres parties de l'église sont réaménagés en 2009 et 2010.

## Architecture
L'église abbatiale est construite comme une basilique romane de 1132 à 1139, mais elle est rebâtie et agrandie dans le style gothique. Le vaisseau, le collatéral au nord, des parties du transept et le chœur restent romans. Les modifications de l'époque baroque disparaissent après la Seconde Guerre mondiale. L'état originel est largement restauré.
Sur la chaire en pierre de l'ancienne église abbatiale, une aigle impériale se trouve au-dessus des portraits des évangélistes. Elle est aujourd'hui recouverte par un voile. La nouvelle chaire date de 1942.

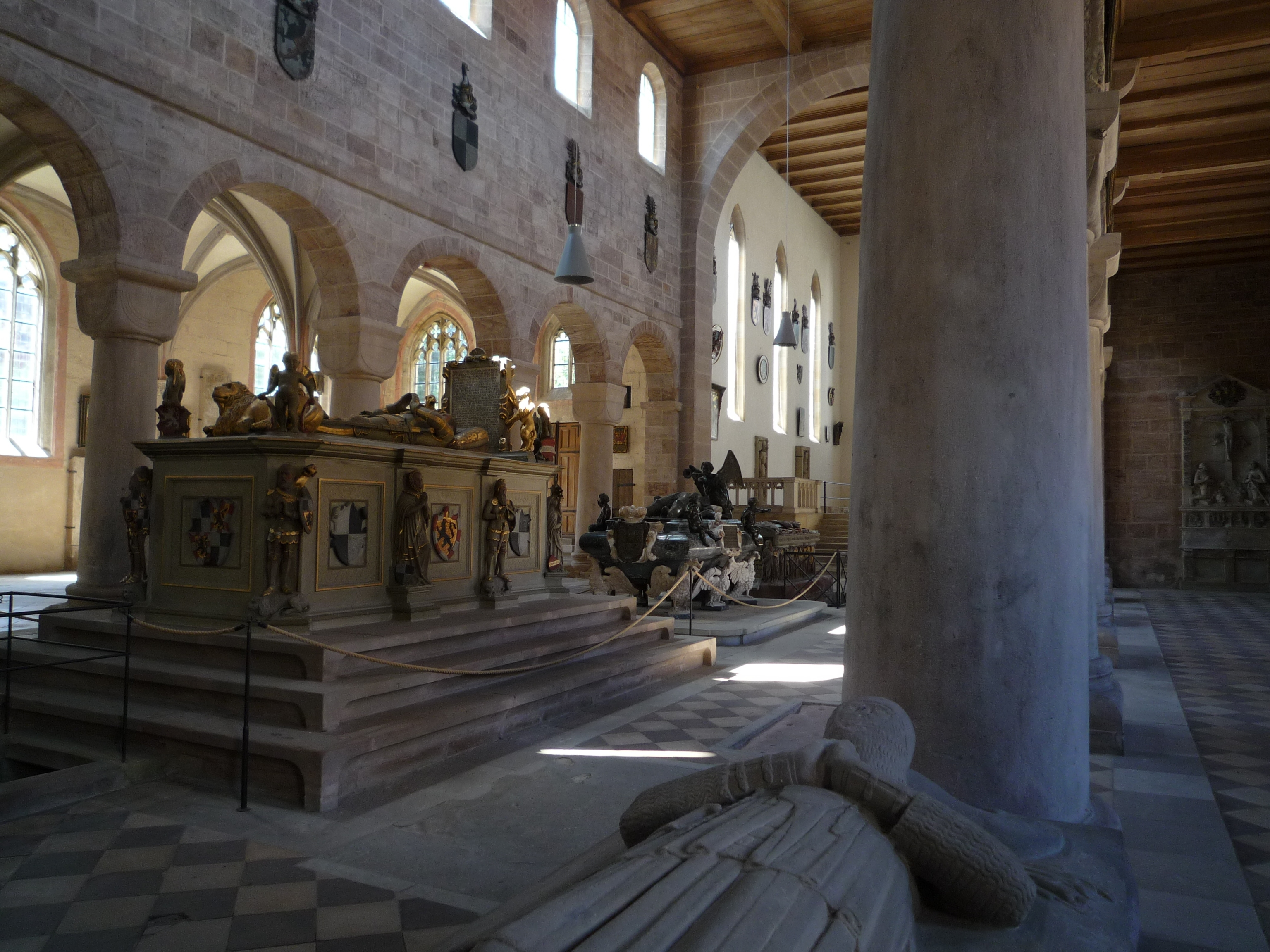
Tombeaux dans le vaisseau

Le maître-autel de style gothique tardif est attribué à l'atelier de Michael Wolgemut.
Le vaisseau accueille les tombeaux de princes-électeurs du Brandebourg et de margraves d'Ansbach.
L'ancien réfectoire est un élément important de l'architecture gothique, datant du début du XIIIe siècle. Le plafond voûté est décoré de façon romane et gothique. Il est le lieu de réunion de l'Église protestante.

## Orgue
L'orgue est construit en 2006 par le facture Lutz Feuchtwangen. L'instrument dispose de 35 registres sur trois claviers et un pédalier.